# Ayamé
Ayamé är en ort i Elfenbenskusten. Den ligger i distriktet Comoé, i den sydöstra delen av landet, 270 km sydost om huvudstaden Yamoussoukro. 